# Tamaño (medida)

Una ilustración comparativa de la medida de un humano medio en relación con la de los tiburones actuales y prehistóricos. En la zona superior se ve una medida de referencia en metros.

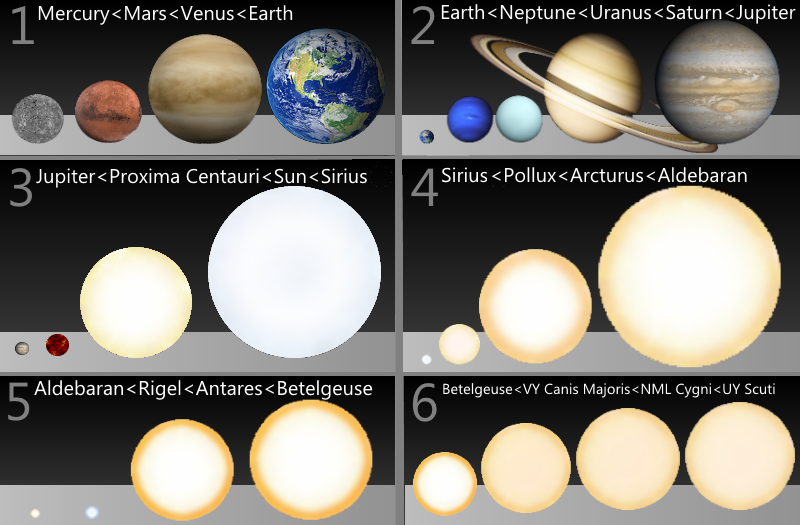
Una ilustración comparativa de la medida de varios planetas y estrellas. En cada agrupación, el primer elemento es el último de la agrupación anterior.

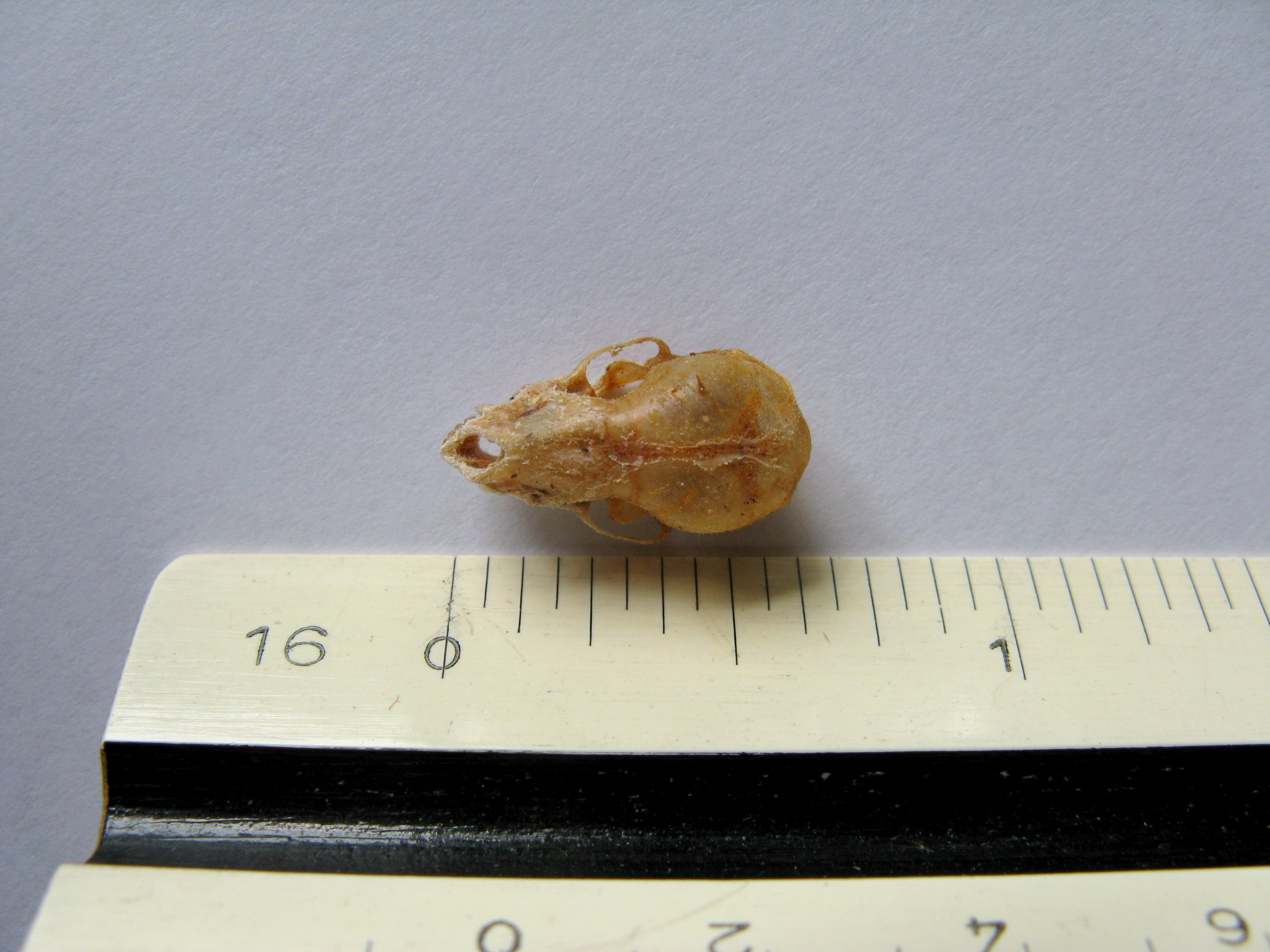
Un cráneo de murciélago junto a una regla.

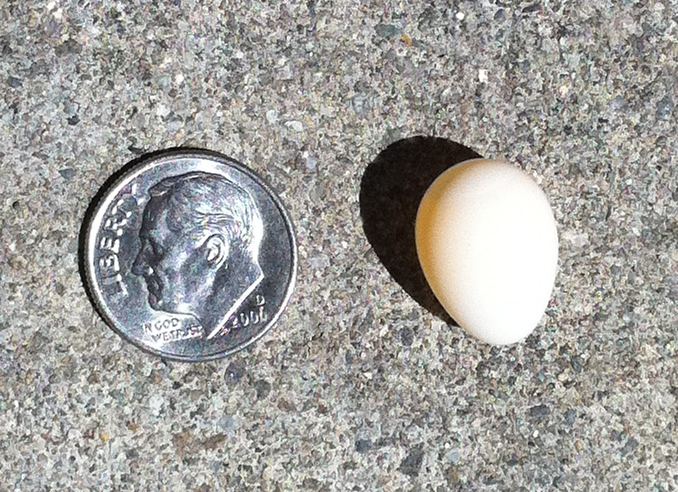
Un huevo de codorniz junto a una moneda.

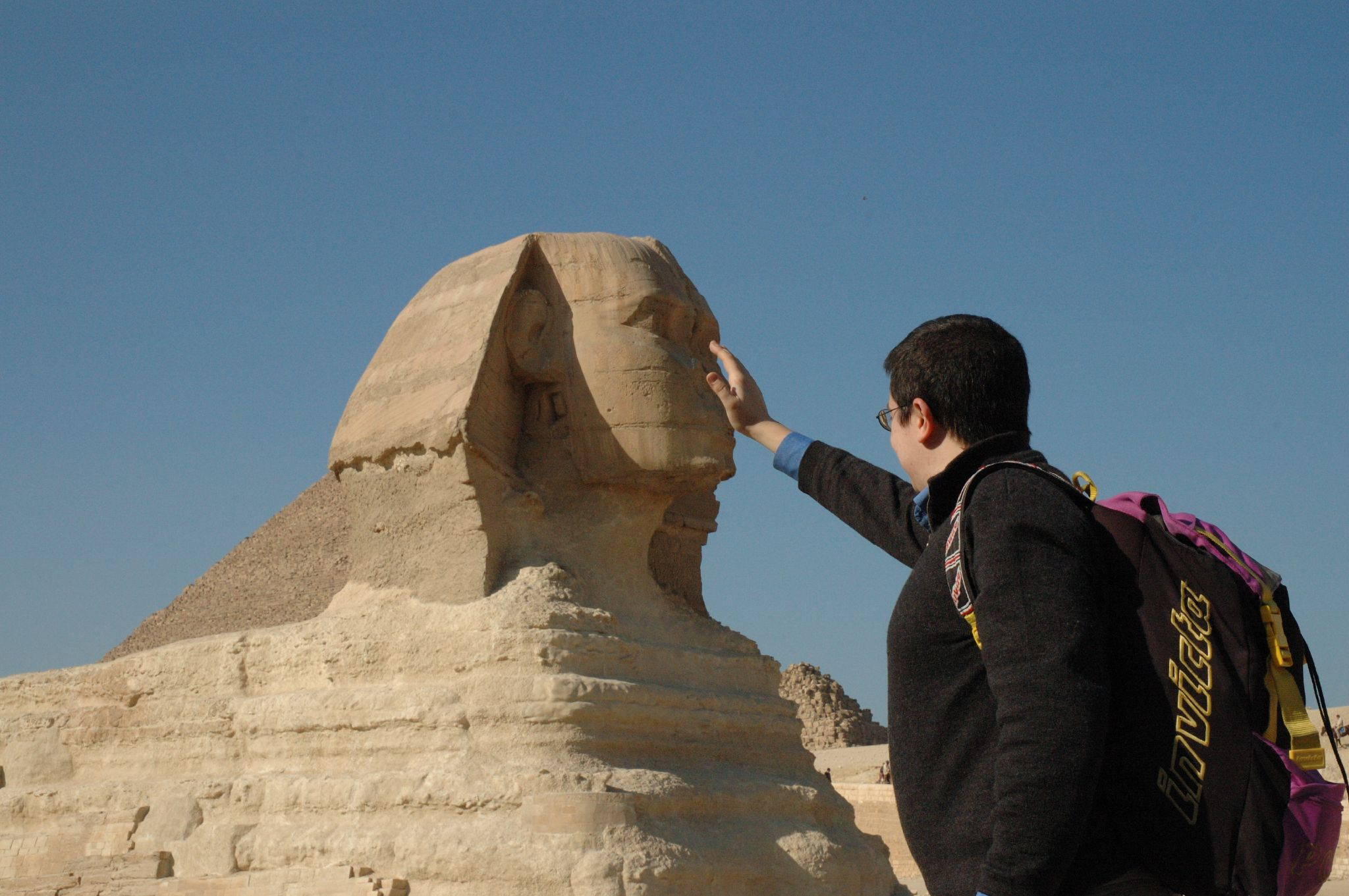
Una ilusión óptica de la perspectiva donde se distorsiona la medida de la esfinge junto con la del humano.

El tamaño es la magnitud o dimensión de un elemento. El tamaño puede medirse en longitud, ancho, altura, diámetro, perímetro, área, volumen o masa. 

## Percepción del tamaño
La forma más frecuente de percepción del tamaño para los humanos es a través de la vista. La forma más común de percibir una medida es comparar la de un elemento observado por primera vez con la medida de un objeto que te resulte familiar. La visión binocular es la capacidad de los humanos para percibir la profundidad, ella permite saber qué elemento están más cerca y cuáles más lejos. La percepción del tamaño puede manipularse, jugando con distintos puntos de vista y observacion .